# Trstín
Trstín, do roku 1948 Nádaš, (maďarsky Pozsonynádas, do roku 1907 Nádas,  německy Nadasch), je obec na Slovensku v okrese Trnava. Žije zde přibližně 1 400 obyvatel.

## Historie
První písemná zmínka o obci pochází z roku 1256. V roce 1921 v tehdejším Nádaši stálo 196 domů a žilo 1553 obyvatel, z toho 1456 Čechoslováků, 5 Němců, 8 Maďarů a 59 Židů.

## Památky
- Kostel svatých apoštolů Petra a Pavla, z roku 1763[5]
- Kostel Panny Marie sedmibolestné, původně románský kostel z roku 1245[5][6]
- Kaštel (Trstín 200)[5]
- Kaštel s areálem (Trstín 345)[5]
- Hrob Martina Kollára[5]
- Socha sv.Jana Nepomuckého[5]

## Osobnosti
- Ambróz Lazík (1897–1969), biskup, narodil se zde
- Martin Kollár (1853–1919), kněz, spisovatel, překladatel, politik, je zde pohřben